# Alexander Morrison National Park
Alexander Morrison National Park är en park i Australien. Den ligger i delstaten Western Australia, omkring 210 kilometer norr om delstatshuvudstaden Perth. Alexander Morrison National Park ligger 320 meter över havet.
Trakten runt Alexander Morrison National Park är nära nog obefolkad, med mindre än två invånare per kvadratkilometer.. Det finns inga samhällen i närheten.
Trakten runt Alexander Morrison National Park består till största delen av jordbruksmark. Genomsnittlig årsnederbörd är 517 millimeter. Den regnigaste månaden är juli, med i genomsnitt 93 mm nederbörd, och den torraste är december, med 10 mm nederbörd.